# Giovanni Domenico da Nola
Giovanni Domenico da Nola, també Nolla (Nola, Campània, vers 1510-20 – Nàpols, maig de 1592), fou un poeta i compositor italià del Renaixement.
Fou mestre de capella de l'església de l'Annunciata de Nàpols, on residia per l'any 1575 i fins a la seva mort.
Publicà: Canzone villanesche a 3 voci (Venècia, 1545); Villanelle allà Napolitana a 3 o 4 voci (Venècia, 1545);, i Cantiones, vulgo Motecta appellatae, quinqué et sex vocum viva voce ac omnis generis instrumentis cantatu commodissimae, quam novissime editae liber primus (Venècia, 1575). En algunes col·leccions de madrigals d'aquella època s'hi contenen també obres d'aquest compositor.